# Helladia insignata
Helladia insignata là một loài bọ cánh cứng trong họ Cerambycidae.